# Ансамбль Казанского университета
Анса́мбль Каза́нского университе́та — архитектурный ансамбль в Казани, являющийся историко-культурным, градостроительным и архитектурным памятником России. Включён в Государственный свод особо ценных объектов культурного наследия народов Российской Федерации.
Ядром ансамбля выступает комплекс зданий Казанского университета, построенных в стиле русского классицизма XIX века. Вместе со зданиями, возведёнными во второй половине XX века, ансамбль образует учебный кампус вуза, занимающий расположенный на Кремлёвской улице квартал (в пределах улиц Университетской, Астрономической, Лобачевского и Профессора Нужина), который называется университетским городком.

## История формирования

### Становление университета

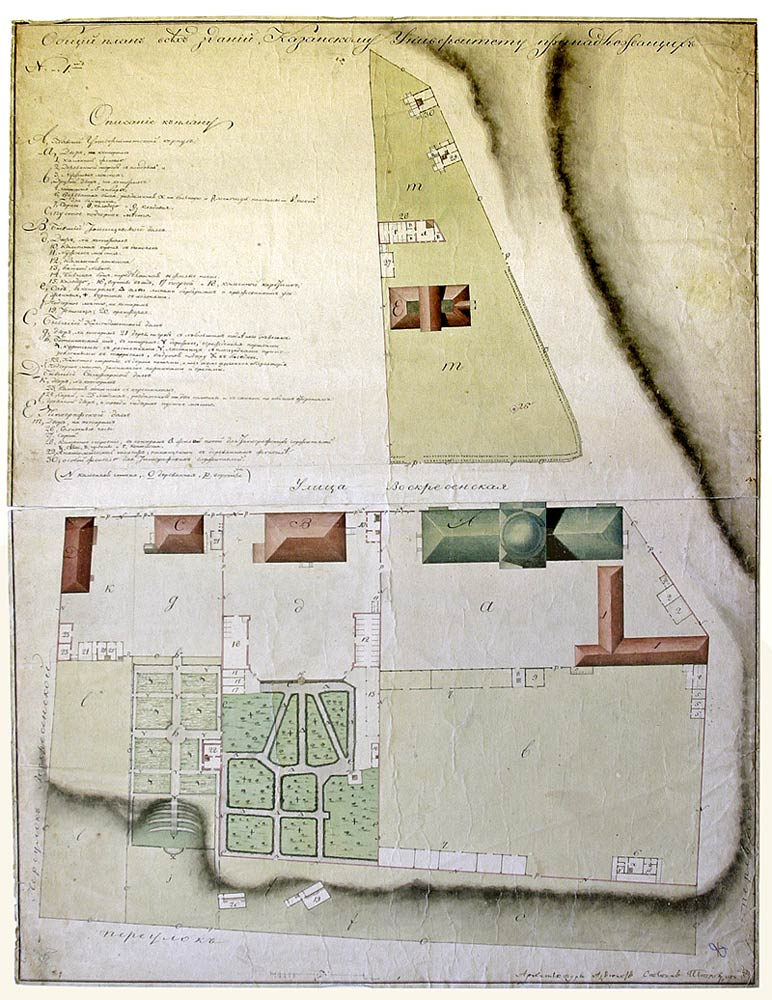
Общий план зданий университета на начало 1820-х годов: A — «гимназический», B — «тенишевский», C — «комендантский», D — «спижарный», E — «типографский» дома

На этапе становления Казанского университета он составлял одно целое с Казанской гимназией, что выражалось в их размещении в общем здании.
В конце XVIII века началась застройка конца Воскресенской улицы каменными зданиями. В 1796 году в этом квартале было начато строительство самого крайнего дома по улице — величественного двухэтажного здания для военного губернатора Б. П. Де Ласси (архитекторы Ф. Е. Емельянов и И. А. Мари). Посетивший в 1798 году Казань император Павел I удовлетворил прошение гражданского губернатора Л. С. Казинского о восстановлении Казанской императорской гимназии, и издал указ, согласно которому, вместо предложенного дома присутственных мест в казанском кремле, под гимназию был отдан достраиваемый губернаторский дом.

1-е — …Под гимназию же обратить дом губернаторский, яко по пространству своему к тому удобнейший.
2-е — аппробуя представленные Вами оному дома фасад и план с прожектированными к нему пристройками, на покупку потребных материалов и на окончательную отделку дома внутри и снаружи, требуемые по смете двадцать девять тысяч четыреста девяносто два рубля двадцать копеек дозволяем употребить из губернских доходов…— Указ Павла I Казанскому военному губернатору Б. П. Де Ласси от 29 мая 1798 года.
Открытие гимназии на Воскресенской улице состоялось в 1799 году. По своему внешнему виду, по отзывам современников, трёхэтажный гимназический дом считался лучшим в городе. С куполом и фронтоном строго по центру он имел трёхосевое архитектурное решение: центральный и боковые порталы с колоннами: в середине — восемь, слева и справа — по четыре.
5 (17) ноября 1804 года императором Александром I были подписаны Утвердительная грамота и Устав Казанского университета. Он начал действовать 14 февраля 1805 года в здании гимназии, с которой до «полного открытия» 1814 года университет практически составлял одно целое (выпускников гимназии «производили» в студенты университета).
Кроме того, для нужд университета казной были выкуплены расположенные возле него три дома: вдовы инженер-поручика А. С. Спижарной, бывшего вице-губернатора князя Д. В. Тенишева и коменданта города генерал-майора С. Н. Кастеллия.
Известно, что в первые годы существования вуза профессор-директор университета и директор гимназии И. Ф. Яковкин разрабатывал план-проект размещения университетских учебно-вспомогательных учреждений, в котором предусматривались здания для ветеринарии и сельского домоводства, химические лаборатории, а также ряд строений медицинского профиля.
С 1811 года гимназия с перерывами размещалась в собственном доме в другой части города, а с 1820 года учебные здания по Воскресенской улице окончательно отошли университету.

### Период П. Г. Пятницкого

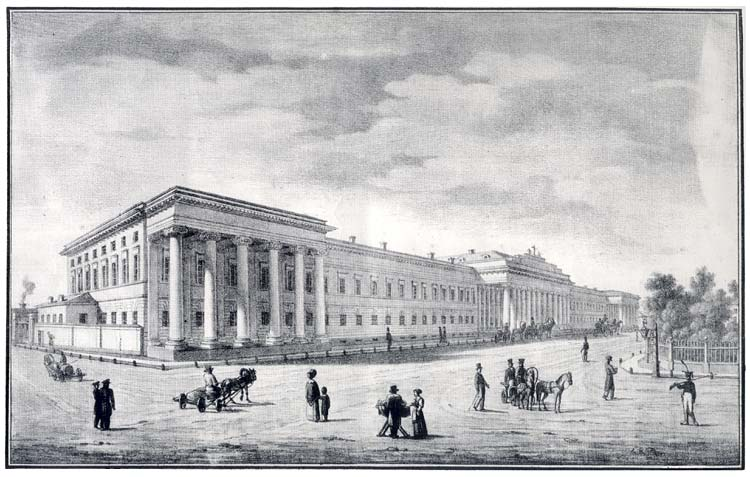
Главное здание в начале 1830-х годов. Гравюра В. С. Турина (1832)

В 1820 году на должность архитектора Казанского университета был приглашён П. Г. Пятницкий. Им был разработан проект генерального плана университетского комплекса. Для осуществления строительства в 1822 году был создан строительный комитет университета.
Следуя плану, П. Г. Пятницкий в 1822—1825 годах возводит главный корпус университета. Для этого были объединены и перестроены «гимназический» и «тенишевский» дома.
Невысокий двухэтажный главный корпус протянулся вдоль улицы на 75 саженей (160 м). Образцом для классического фасада с тремя портиками послужило гимназическое здание, включённое в объём главного корпуса и составившее его восточную половину.
Исключительную роль в сооружении главного здания также сыграл Н. И. Лобачевский, ставший 14 марта 1822 года членом строительного комитета, и в 1825—1827 годах возглавлявший его. Он производил геометрические расчёты и контролировал работу строительного комитета.

### Период М. П. Коринфского

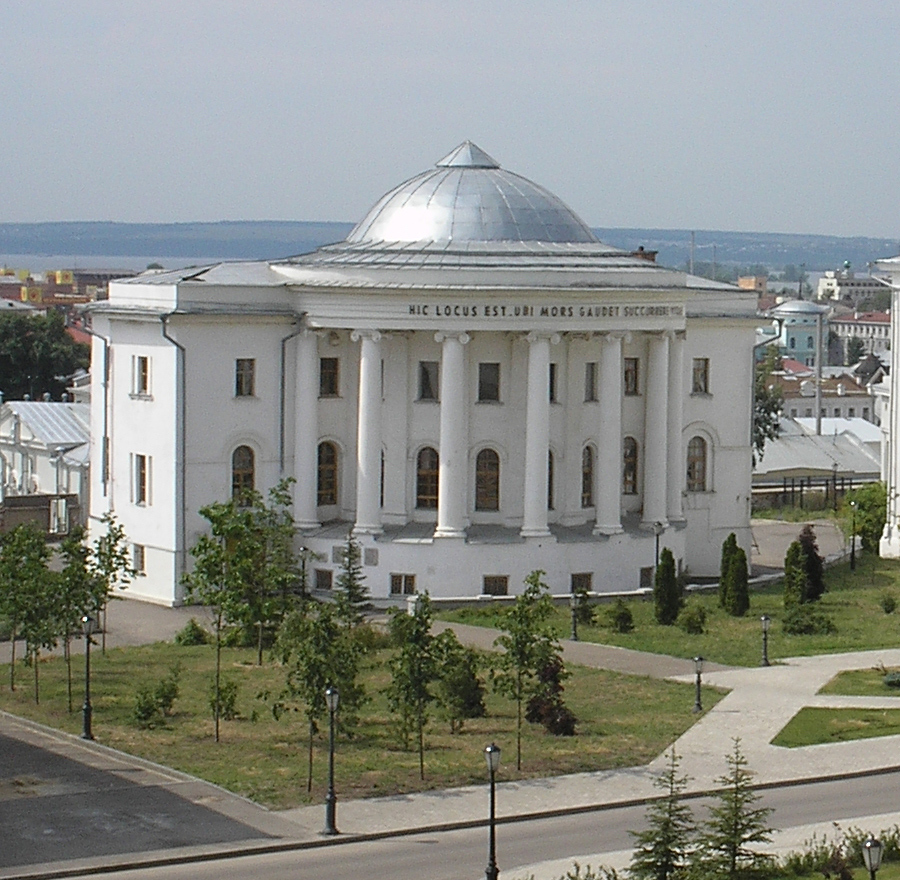
Анатомический театр

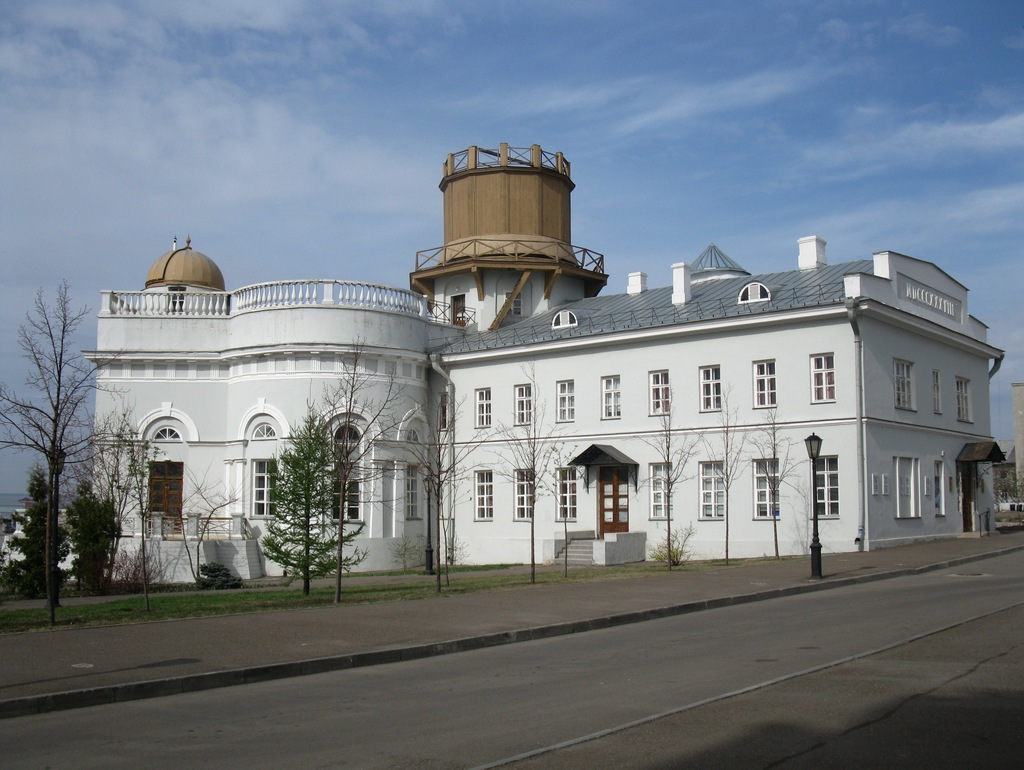
Астрономическая обсерватория

В 1832 году архитектором университета был назначен действительный академик Императорской Академии Художеств М. П. Коринфский (Варенцов). В 1833 году на строительство новых корпусов университета были отпущены средства из казны. Председателем строительного комитета с 23 мая 1833 года вновь стал ректор Н. И. Лобачевский.
М. П. Коринфский переработал генеральный план П. Г. Пятницкого, чтобы разместить перед дворовым фасадом главного здания университета площадь, на которую были обращены здания создаваемого им архитектурного комплекса. Таким образом, комплекс был решён по схеме городской усадьбы: симметричная пространственная композиция, в которой главное здание формирует парадный уличный фасад, а «двор» застроен «флигелями».
Анатомический театр, возведённый в 1836 году строго по оси главного корпуса на краю университетского холма, стал южной доминантой всего ансамбля. Симметрично ему были построены здание химической лаборатории с физическим кабинетом в 1836 году и здание библиотеки в 1837 году. Помимо этого, у анатомического театра были выстроены баня, хозяйственные постройки и полуциркульные здания вспомогательных служб.
В 1838 году к западу от дворовых построек на Поперечно-Воскресенской улице М. П. Коринфским была выстроена астрономическая обсерватория (проект выполнен с Н. И. Лобачевским).
21 августа 1836 года посетивший Казань император Николай I осматривал университетские строения. Он не был удовлетворён состоянием «типографского» дома, который в 1828 году целиком был отдан под клинику, и выделил средства на строительство на этом месте новой клиники по лучшим европейским стандартам. Поскольку проект, разработанный М. П. Коринфским, не утвердили вследствие дороговизны внешнего исполнения, предусматривающего шестиколонный портик и полуротонду, его проект переработал архитектор департамента проектов и смет Казанского учебного округа И. П. Безсонов. Архитектором-строителем клиники в стиле позднего классицизма был М. П. Коринфский:101.
В университетском дворе была устроена полуовальная кирпично-деревянная оштукатуренная колоннада, соединявшая здания библиотеки, анатомического театра и физико-химического кабинета. За металлической решёткой колоннады располагались полукружные (полуциркульные) двухэтажные служебные корпуса, а между анатомическим театром и главным корпусом была образована площадь, на которой по указанию Николая I планировалось установить памятник Г. Р. Державину — выпускнику Казанской гимназии и почётному члену Императорского Казанского университета. Памятник был открыт в 1847 году, а в 1870 году перенесён на Театральную площадь.

### Возведение новых зданий

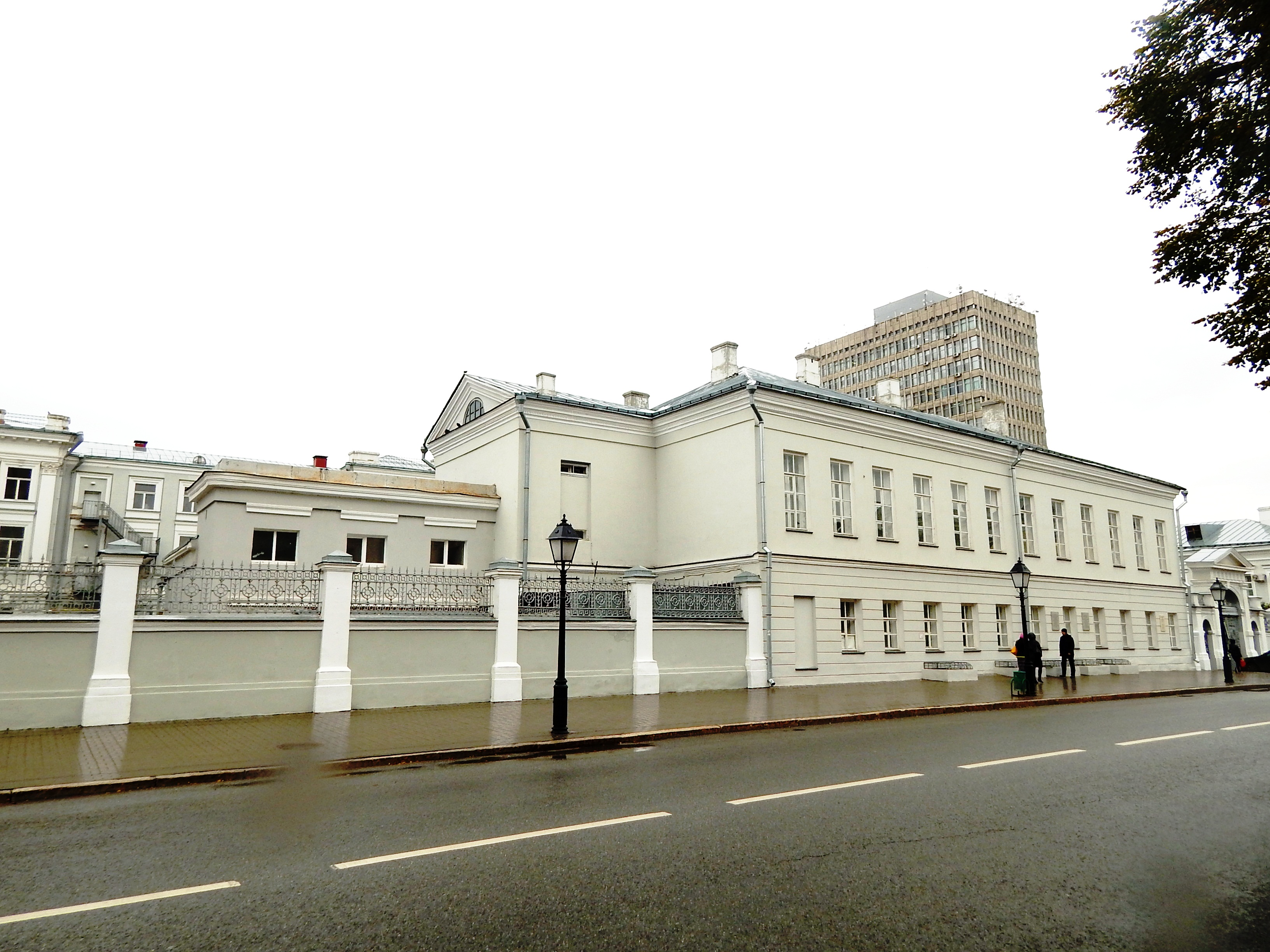
Дом ректора

в 1886—1888 годах при архитекторе университета М. Н. Литвинове были реконструированы здания анатомического театра и университетской клиники. По его проекту в 1888—1890 годах к востоку от университетского двора на Университетской улице было построено здание физиологических лабораторий.
В 1891—1894 годах к двухэтажному библиотечному залу университета было пристроено трёхэтажное здание нового книгохранилища (архитектор В. Бернгард), нарушившее симметрию университетского двора, с которого была убрана колоннада.
Помимо этого, в связи с торжествами по случаю 100-летия со дня рождения Н. И. Лобачевского, широко отмечавшимися в 1893 году, напротив ректорского («комендантского») дома, где жил ректор университета, был организован сквер, в котором 1 сентября 1896 года состоялось открытие памятника Лобачевскому (скульптор М. Л. Диллон, архитектор Н. Н. Игнатьев).

### Строительство клинического городка
На рубеже XIX—XX веков началась застройка Арского поля к западу от Военного госпиталя. В 1895 году Министерство финансов и государственного контроля и Государственный Совет приняли решение, которое было утверждено императором Николаем II 11 марта 1896 года, о предоставлении Казанскому университету средств для приобретения земли, выделенной для него Казанской городской думой 19 июня 1889 года. На участке между улицами Одностронкой Арского Поля, Одностронкой Ново-Горшечной и Старо-Горшечной в 14 656 квадратных саженей началось строительство университетских клиник, на которое было потрачено около полумиллиона рублей (включая пожертвования):104.
Проекты новых клиник разрабатывались комиссией, возглавляемой попечителем Казанского учебного округа В. А. Поповым:104. В состав комиссии входили профессора медицинского факультета Казанского университета — одного из ведущих медицинских центров Российской империи. В составлении конечного проекта клиник приняли участие московский архитектор К. М. Быковский — автор проекта клинического городка Московского университета на Девичьем поле, казанский губернский архитектор Л. К. Хрщонович, гражданский инженер И. Н. Колмаков, а также директора клиник.
27 января (8 февраля) 1900 года в четырёх просторных зданиях из красного кирпича были торжественно открыты хирургическая, акушерско-гинекологическая, глазная, кожно-венерологическая (построена на средства из наследства мануфактур-советника И. И. Алафузова) и детская университетские клиники:104.

### Период К. Л. Мюфке
К началу XX века в связи с потребностью в новых объектах и увеличении площадей, в университете вновь подняли вопрос о развитии восточного и западного крыльев главного корпуса.
14 декабря 1899 года архитектором университета был назначен К. Л. Мюфке, которым в 1901 году был разработан проект реконструкции главного корпуса.
В 1904 году к западной части главного здания, согласно этому проекту, был пристроен корпус физико-математического факультета. Планировалось возведение симметрично ему такого же восточного крыла (пристроя) главного корпуса, но из-за начавшейся русско-японской войны финансирование проекта было свёрнуто.

### Предоставление новых зданий и разделение университета
В советский период университетские учебные подразделения начали выходить за пределы исторического квартала, разместившись в начале улицы Чернышевского (бывшей Воскресенской). Так, в 1920-х годах геологическому факультету университета было предоставлено здание духовной семинарии, являющийся архитектурным памятником XVIII века, а в 1930-х годах географическому факультету университета была выделена часть помещений в здании Гостиного двора, являющемся архитектурным памятником XIX века.
На рубеже 1920-х — 1930-х годов некоторые подразделения университета были выделены из его состава и положили начало новым вузам, которые разместились в собственных зданиях. Так, медицинский факультет постановлением СНК РСФСР от 5 ноября 1930 года № 132 был преобразован в Казанский государственный медицинский институт, которому отошёл клинический городок, а также здание анатомического театра.
17 августа 1933 года был издан приказ, устанавливающий официальные наименования для ряда оставшихся за университетом зданий, и запретивший употреблять прежние их названия:269:

1. Главное здание наименовать «Здание № 1 Казгосуниверситета».
2. Второе здание — «Здание № 2 Казгосуниверситета».
3. Западный пристрой к главному зданию — «Корпус физического кабинета».
4. Кастельевский дом — «Здание управления университета».
5. Спижарный дом — «Здание математического кабинета».
6. Химическая лаборатория по оргхимии — «Первое химическое здание».
7. Химическая лаборатория рабфака — «Второе химическое здание».
Наименования зданий астрономической обсерватории, библиотеки, западного и восточного полукруглых зданий оставлены прежними.
Общежития наименовать: 1) По ул. Карла Маркса — «Общежитие № 1 КГУ». 2) По ул. Сакко и Ванцетти — «Общежитие № 2 КГУ».— Приказ по КГУ 17 августа 1933 года.

### Строительство химического корпуса

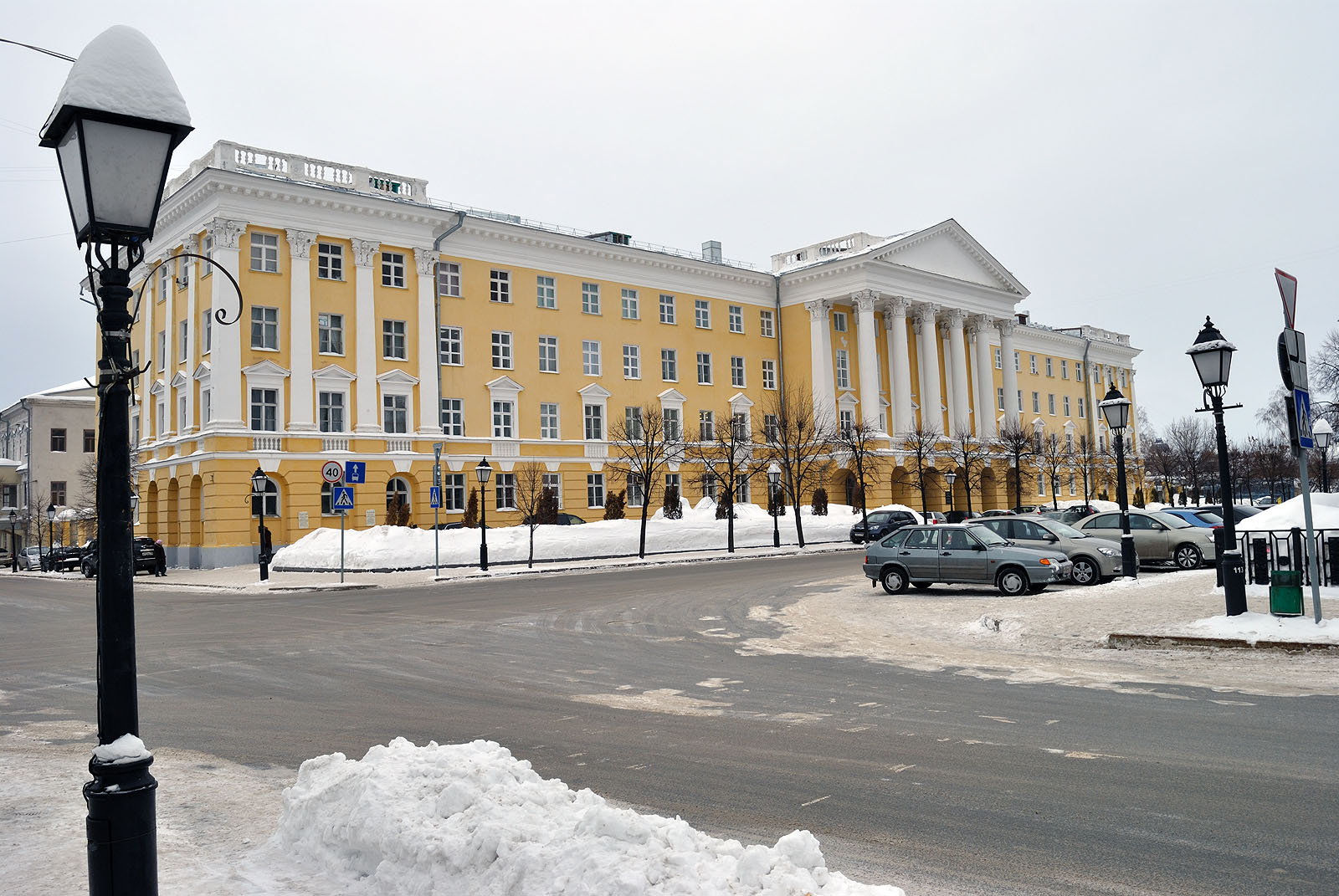
Химический корпус, достроен в 1948—1953 годах

В 1948 году было возобновлено прерванное Великой Отечественной войной строительство нового университетского корпуса на углу улиц Чернышевского и Лобачевского, где в 1566—1890 годах располагались храмы Воскресенской церкви, а в 1890—1930 годах — Воскресенский собор. Здание химического корпуса в стиле советского неоклассицизма (архитектор А. Г. Бикчентаев) было открыто для учебных занятий 12 октября 1953 года:3.
Кроме того, напротив химического корпуса в начале 1950-х годах были реконструированы Академический центр (КНЦ РАН) и сквер с памятником Лобачевскому, а на полукруглой площадке (в обиходе «сковородке») напротив главного корпуса к 150-летию университета 23 ноября 1954 года был установлен памятник студенту Владимиру Ульянову (скульптор В. Е. Цигаль, архитектор В. В. Калинин), сбор средств на сооружение которого вёлся с 1946 года.

### Строительство высотных корпусов

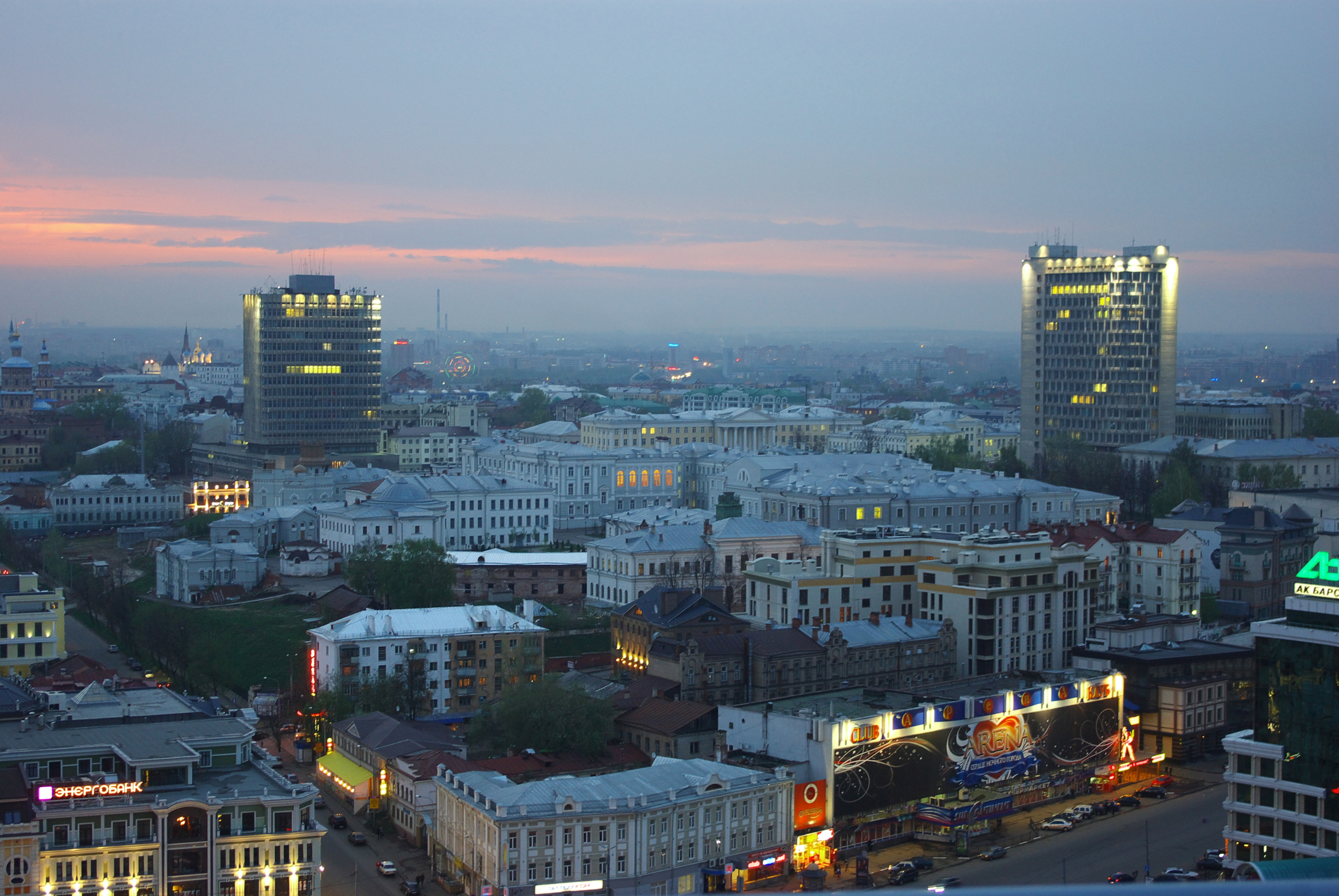
Высотные корпуса

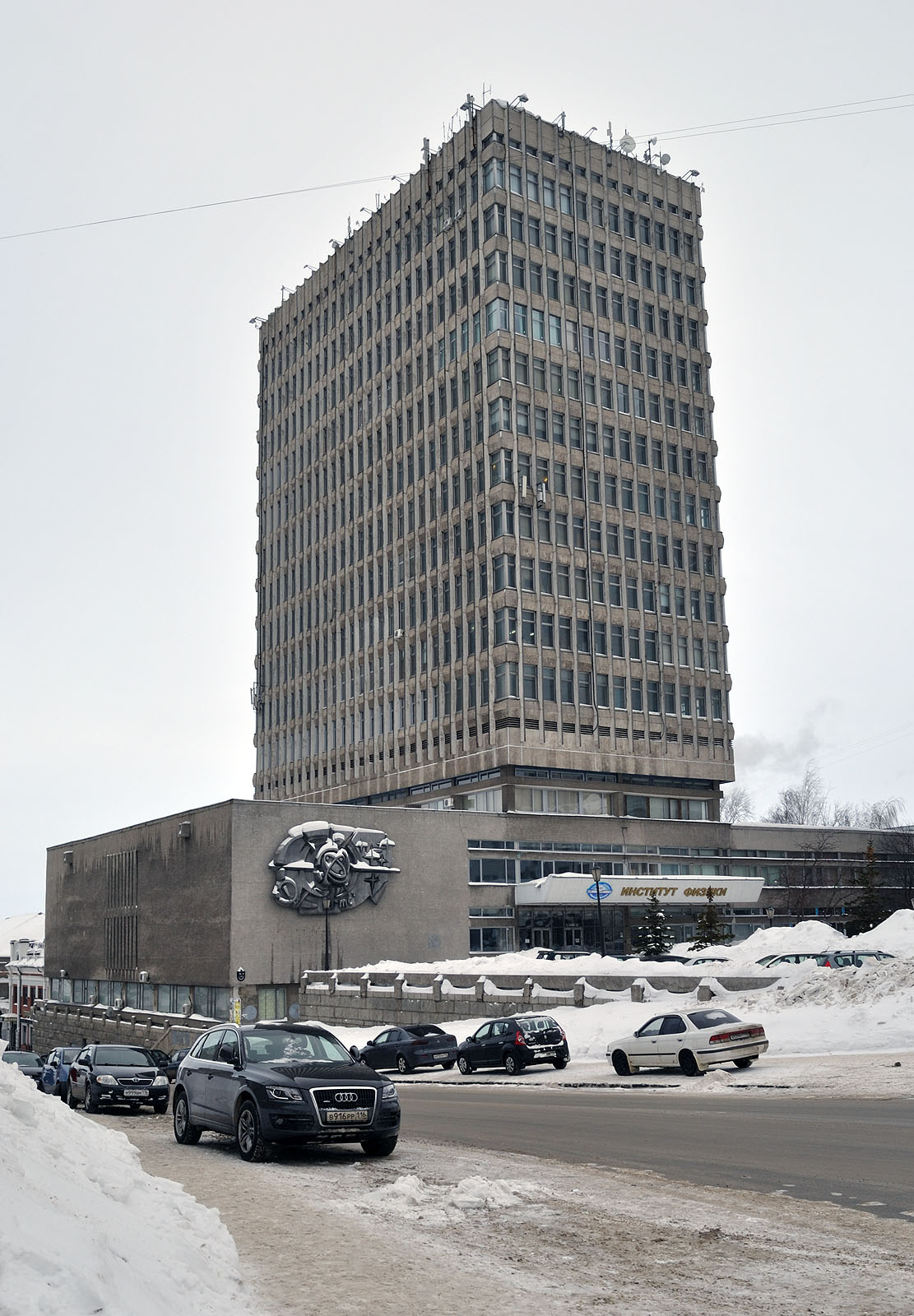
Физический корпус, сданный в 1973 году

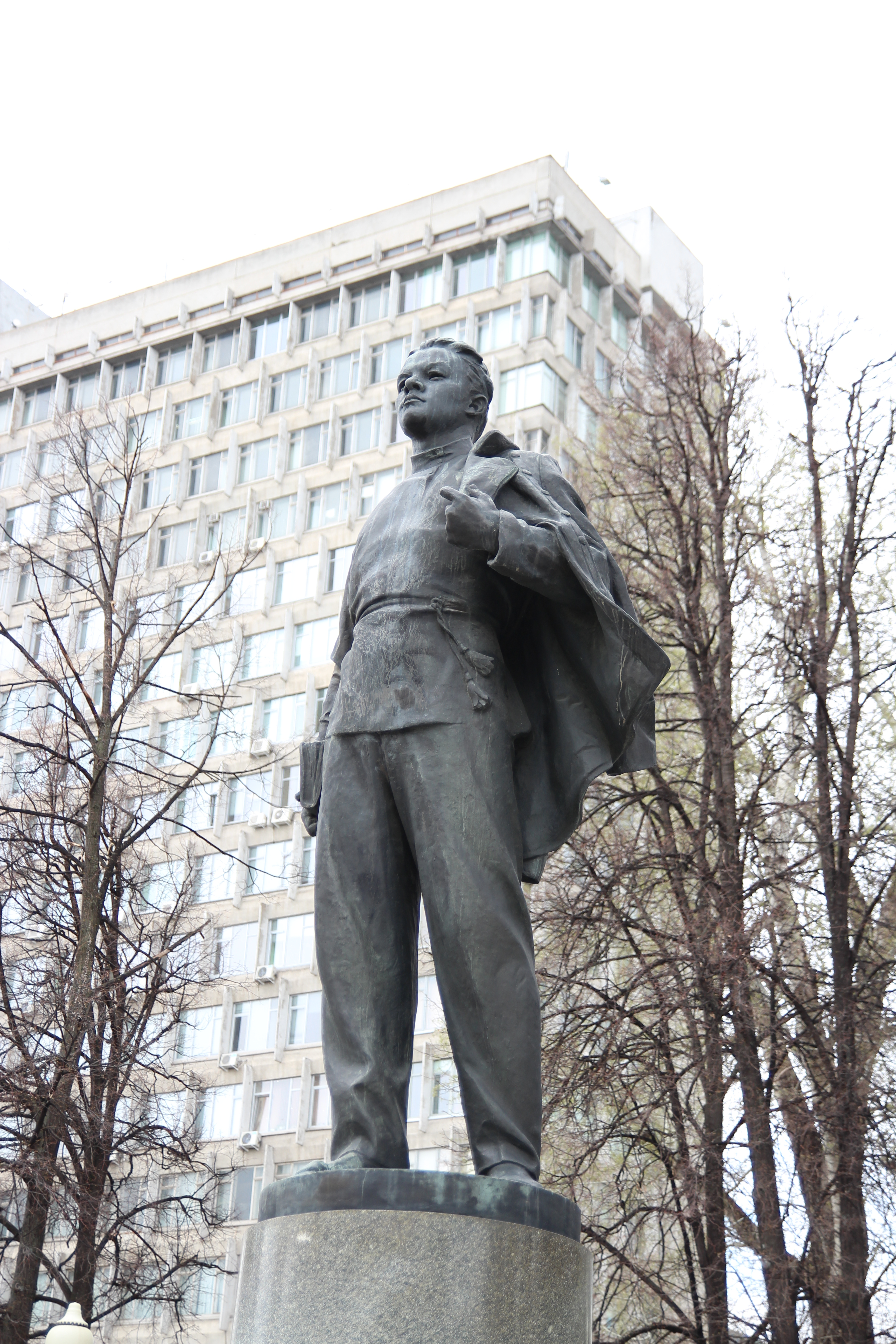
Памятник студенту Владимиру Ульянову на фоне второго высотного корпуса

В 1970-е годы велось строительство двух высотных учебно-лабораторных корпусов — к северу и к западу от главного здания университета. В нём приняли участие студенческие строительные отряды, сформированные в университете. Помимо того, что эти корпуса являются высотными зданиями сами по себе, удачно расположенные на холмах, скрытых плотной окружающей застройкой, они в историческом центре города выглядят самыми высокими зданиями-небоскребами, хотя таковыми не являются.
Проект возведения высоко-этажных зданий в историческом центре города разработан архитекторами Государственного союзного института по проектированию высших учебных заведений (ГИПРОВУЗ) В. П. Бондаренко, О. А. Кашинцевой и другими. Причём, первоначальный «Генеральный план развития Казанского государственного университета в структуре исторического города» В. П. Бондаренко предусматривал размещение второго высотного корпуса на месте одного из зданий Казанского научного центра РАН (здания бывшей Ксенинской гимназии), а библиотеки — в старой клинике.
Корпус физического факультета (ныне института), сданный 5 октября 1973 года:30, расположился на месте старинного полицейского управления и пожарной каланчи на углу улиц Ленина (бывшей Чернышевского) и Астрономической. Высотное 17-этажное здание расчленено на три основных элемента: 3-этажную цокольную часть, 2-этажный горизонтально вытянутый объём, возвышающийся над вестибюльной частью, и 12-этажный вертикально расчленённый объём. Общая площадь здания равна 15 643 м²; стоимость его строительства составила 6221 тыс. рублей:189. Автор скульптурной композиции на фасаде физического корпуса, обыгрывающей формулу E=mc²: И. М. Ханов (1970).
Второй учебный корпус был построен напротив главного корпуса университета на верхней террасе Ленинского сада. При его возведении была снесена историческая застройка (в том числе, дом Л. Ф. Крупеникова, в котором 7 сентября 1833 года был А. С. Пушкин, весной 1917 года проводил заседания Казанский совет рабочих и солдатских депутатов:76).
Второй учебный корпус представляет собой объединённые в общий комплекс: 17-этажное здание факультетов (ныне институтов) механико-математического гуманитарных наук, сданное 30 декабря 1977 года, и 5-этажное современное здание Научной библиотеки имени Н. И. Лобачевского, открытое 5 декабря 1978 года. В учебно-лабораторной части комплекса размещены 140 аудиторий, 90 учебных лабораторий и 31 учебный кабинет:215. В библиотечном блоке общей площадью 11,3 тыс. м² предусмотрены три читальных зала, зал каталогов, абонемент, книгохранилище на 3,5 млн томов, а также служебные комнаты. Библиотека была оборудована горизонтальным и вертикальным конвейерами и пневмопочтой:223.
Кроме того, в 1978 году в конце Университетской улицы был установлен памятник ректору А. М. Бутлерову (скульптор Ю. Г. Орехов, архитекторы В. А. Петербуржцев, А. В. Степанцев).

### Строительство культурно-спортивного комплекса

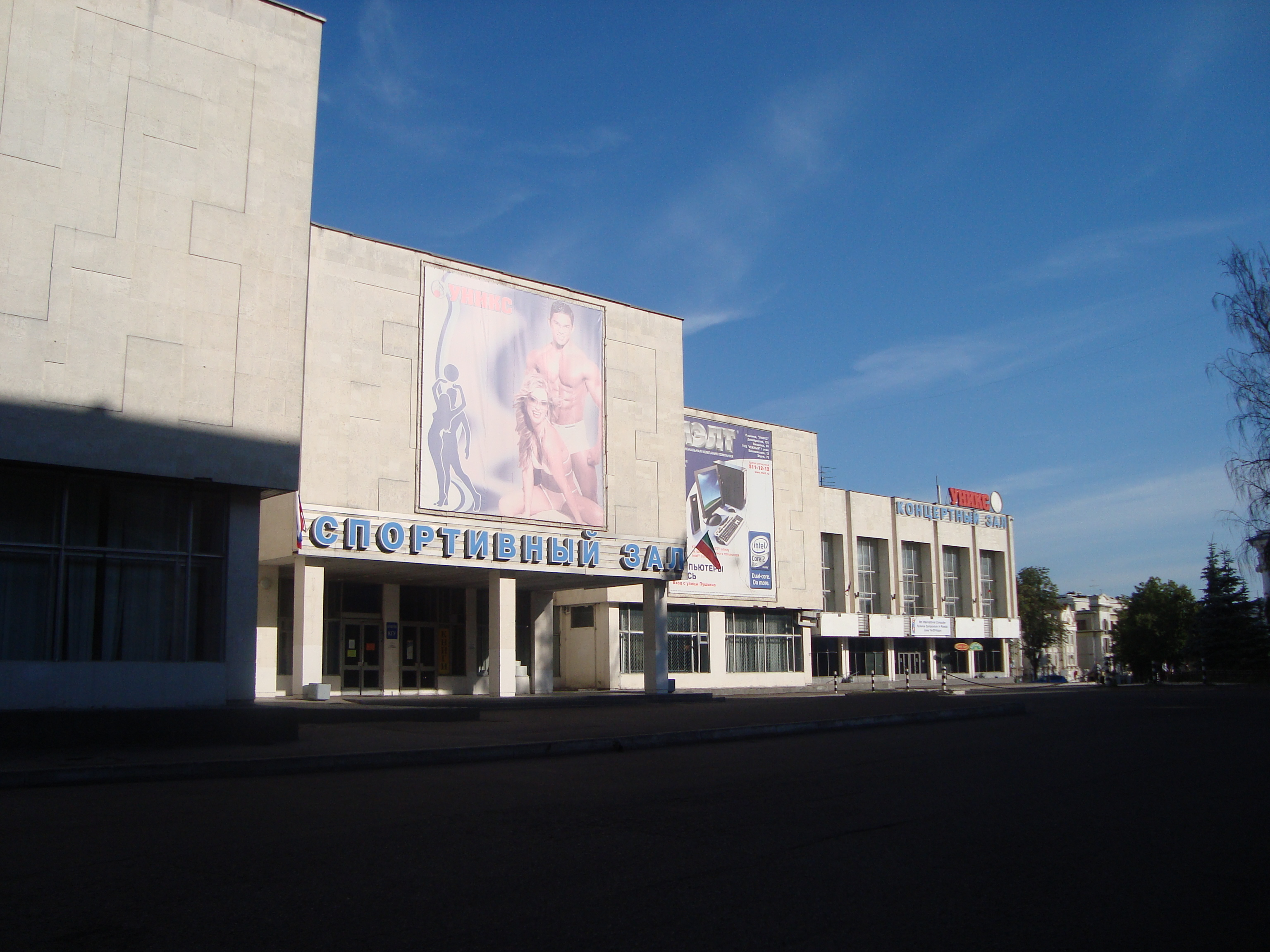
Культурно-спортивный комплекс «УНИКС»

В 1989 году был сдан в эксплуатацию университетский культурно-спортивный комплекс, выстроенный к востоку от главного корпуса (архитектор В. П. Скачков). При проектировании комплекса был использован перепад высот в 13,5 м между проезжими частями улиц Университетской и Куйбышева.
Первоначально комплекс именовался третьим учебным корпусом КГУ, а в 1991 году получил название «УНИКС» (акроним от «УНИверситет, Культура, Спорт»). В то время это был крупнейший в Казани физкультурно-оздоровительный, культурный и спортивный центр, полезная площадь которого составила более 15 000 м². В нём действует большой концертный зал (на 1070 мест), малый концертный зал (на 450 мест), десять спортивных залов (общей площадью 2920 м²).
Вскоре после открытия в комплексе были обустроены дополнительных 4 зала, кафе и танцпол-дискотека. «УНИКС» стал первым городским спорткомплексом, предоставляющим платные физкультурно-оздоровительные услуги. После многолетнего перерыва здесь открылся первый в Казани современный бильярдный зал. Помимо этого, в «УНИКСе» был открыт первый в России скалодром в закрытом помещении, на базе которого было организовано проведение Первого Кубка России по скалолазанию в закрытых помещениях.

### Современный период

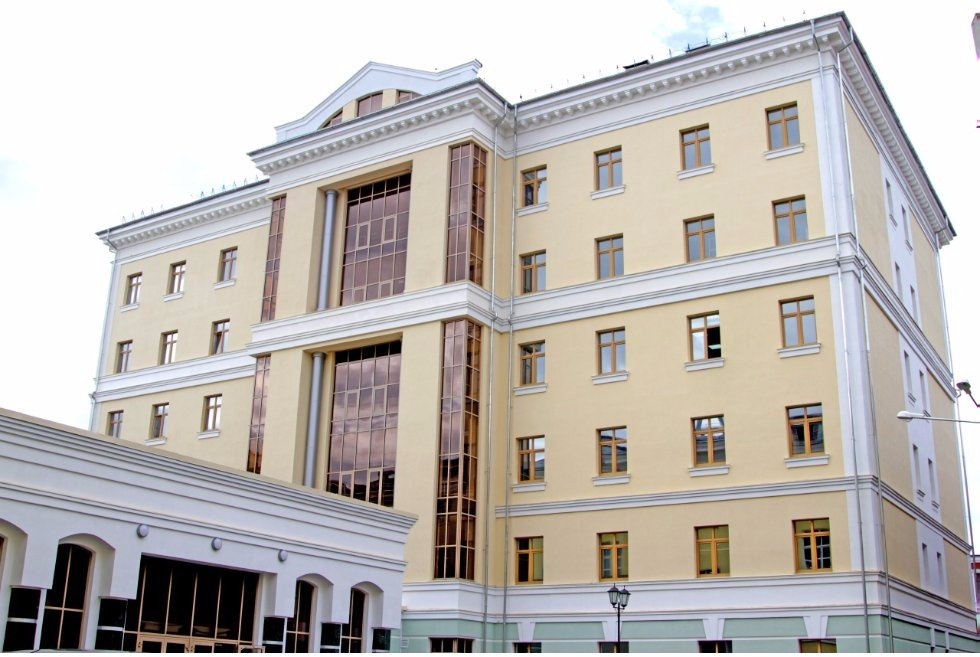
Новый корпус химического института

В начале XXI века, в связи с подготовкой к празднованию 1000-летия Казани и 200-летия университета в 2005 году, была проведена масштабная реставрация архитектурного ансамбля. Согласно утверждённой Правительством России программе, на строительство и реконструкцию комплекса Казанского государственного университета в 2001—2005 годах было выделено 2405,5 млн рублей в ценах 2001 года.
В 2002 году был снесён одноэтажный флигель, пристроенный ещё к «гимназическому» дому в 1810-х годах. На его месте в 2002—2004 годах было возведено восточное крыло главного здания университета, строительство которого было предусмотрено проектом начала XIX века К. Л. Мюфке. Выполненный в классическом стиле корпус придал старинному комплексу завершённость.
Во время реставрации университетских зданий было принято решение о снижении уровня грунта во дворе университета, поскольку вековые фундаменты просели, и здания выглядели слегка врытыми в землю.
Кроме того, у физического корпуса 12 ноября 2004 года был открыт памятник Е. К. Завойскому, а 16 ноября 2004 году возле старой клиники и КСК «УНИКС» был открыт памятник ректору М. Т. Нужину, именем которого также был назван проходящий тут отрезок Университетской улицы.
В 2015 году завершилось возведение крупного лабораторного второго корпуса Химического института в его дворе. В 7-этажном здании разместились учебные аудитории и лаборатории кафедр Химического института, Института геологии и нефтегазовых технологий, Института физики. Здание построено при поддержке президента Татарстана Р. Н. Минниханова и ОАО «Таиф».

## Статус ансамбля
Постановлением Совмина РСФСР от 22 мая 1947 года № 389 «Об охране памятников архитектуры» главное здание Казанского университета включено в перечень памятников архитектуры и архитектурных заповедников РСФСР, подлежащих государственной охране в первую очередь.
Постановлением Совмина РСФСР от 30 августа 1960 года № 1327 «О дальнейшем улучшении дела охраны памятников культуры в РСФСР» ансамбль Казанского государственного университета им. В. И. Ульянова-Ленина (в составе: главный корпус, анатомический театр, астрономическая обсерватория, библиотека, химическая лаборатория) был включён в список памятников архитектуры, подлежащих охране как памятники государственного значения, и список памятников архитектуры, подлежащих первоочередной подготовке к музейному показу.
Согласно п. 2 Указа Президента России от 20 февраля 1995 года № 176 «Об утверждении Перечня объектов исторического и культурного наследия федерального (общероссийского) значения» ансамбль Казанского государственного университета был отнесён к объектам исторического и культурного наследия федерального (общероссийского) значения. Кроме того, в 1996 году Казанский университет был включён в Государственный свод особо ценных объектов культурного наследия народов Российской Федерации (первоначально как КГУ им. В. И. Ульянова-Ленина, с 2010 года как КФУ).